# Copiapoa decorticans
Copiapoa decorticans es una especie de planta suculenta perteneciente al género Copiapoa, dentro de la familia Cactaceae. Es endémica del norte de Chile (concretamente desde Antofagasta hasta el desierto de Atacama).

## Descripción

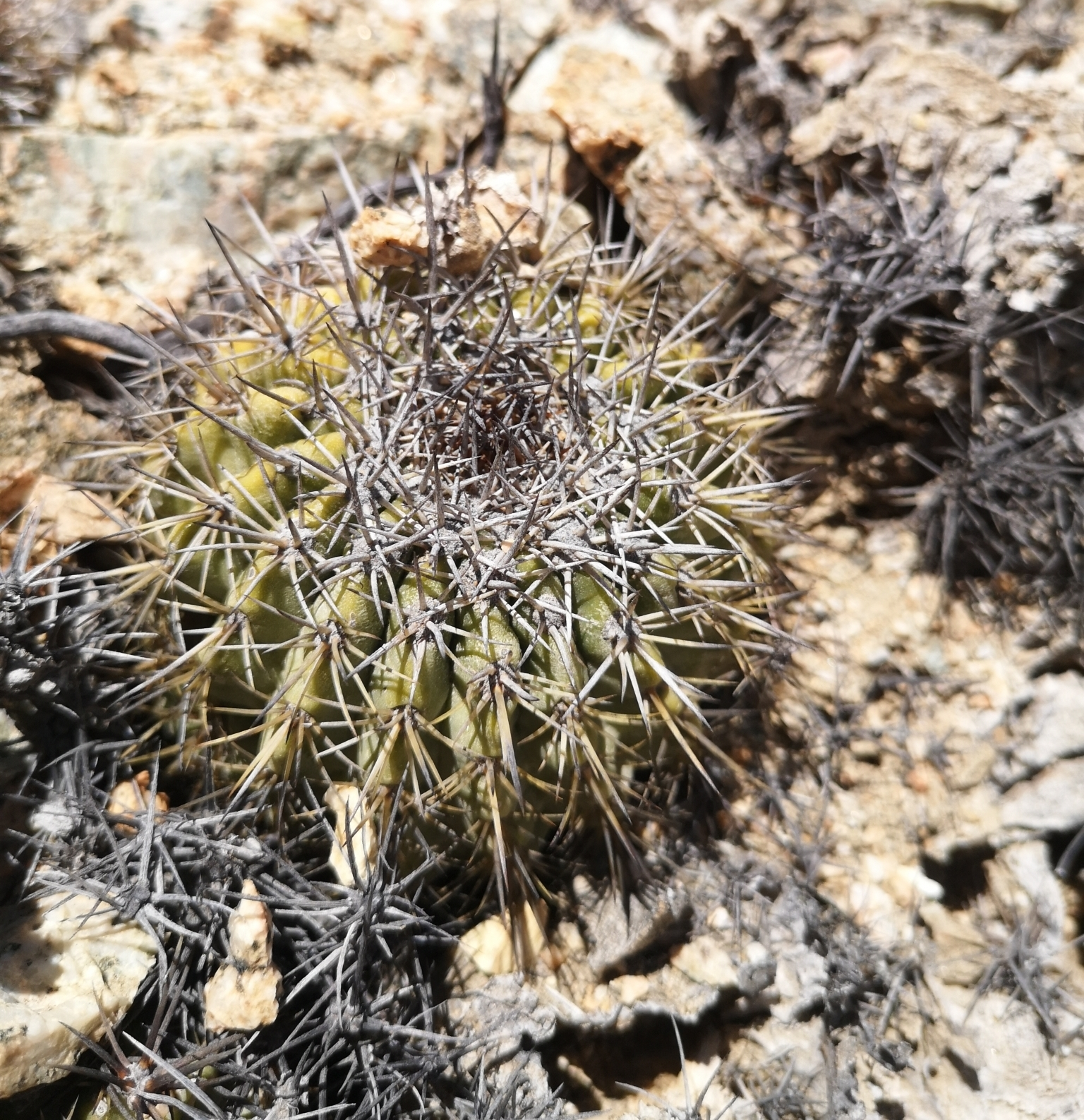
Detalle de las espinas

Copiapoa decorticans es una especie de cactus que crece en grupos, formando montículos algo sueltos de hasta 1,5 m de diámetro. Los tallos tienen la epidermis de color amarillento a gris verdoso, tienen forma cilíndrica y su consistencia no es muy dura. Crecen erectos aunque a veces aparecen procumbentes o colgantes, miden de 40 a 60 cm de alto y de 4 a 8 cm de diámetro. Además los tallos suelen presentar un proceso de exposición del cilindro vascular debido a la destrucción del tejido blando por el estrés térmico y/o hídrico.Tienen el ápice con lana densa de color gris y sus raíces son blanquecinas y cortas.
Presentan de 14 a 20 costillas estrechas ligeramente divididas en tubérculos y algo engrosadas alrededor de las areolas. Éstas son pequeñas, redondas y están separadas unas de otras alrededor de 1 cm de distancia. Inicialmente están cubiertas de escasa lana gris, pero con el tiempo se vuelven desnudas. Tienen espinas cortas, y aunque al principio son de color marrón a naranja, con el tiempo se vuelven grises con la punta algo oscura. Tienen de 1 a 4 espinas centrales salientes, cortas y fuertes, de hasta 2,5 cm de largo. También presentan de 8 a 12 espinas radiales de hasta 1,5 cm de largo.
Las flores son de color amarillo azufre y tienen forma de embudo. Aparecen muy abiertas y miden hasta 3 cm de diámetro. Tienen brácteas escamosas de color rojizo y las axilas son desnudas. Los frutos son de color marrón rojizo, y en su interior contienen semillas de color marrón oscuro brillante.

## Distribución y hábitat
El área de distribución nativa de esta especie es el norte de Chile (concretamente desde Antofagasta hasta el desierto de Atacama) y crece principalmente en biomas desérticos o de matorrales secos. 

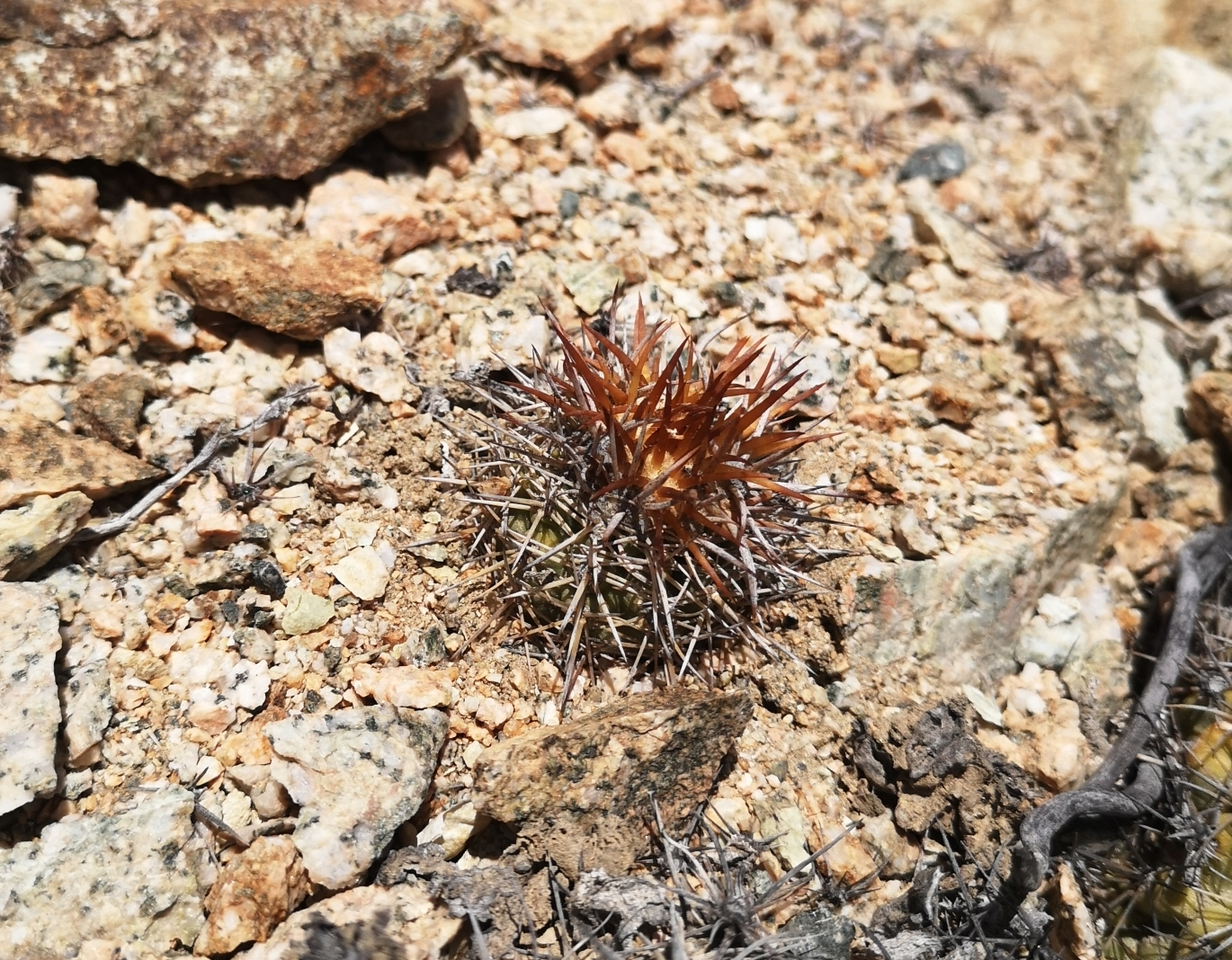
En su hábitat

Se desarrolla en lomas costeras de exposición norte, entre los 300 y 900 m de altitud sobre el nivel del mar. 

## Taxonomía
Copiapoa decorticans fue descrita por los botánicos británicos Nigel Paul Taylor y Graham Charles George Argent, y publicada por primera vez en la revista científica Cactaceae Systematics Initiatives 13: 15 en el año 2002.
Etimología
- Copiapoa: nombre genérico que hace referencia a la ciudad chilena de Copiapó, ubicada en el desierto de Atacama, lugar donde se encuentran la mayoría de las especies de este género.
- decorticans: epíteto específico latino que significa 'con corteza descascarada', haciendo referencia a la apariencia externa del tallo de la especie.[5]

## Estado de conservación
En la Lista Roja de Especies Amenazadas de la UICN, la especie está clasificada como “En Peligro Crítico (CR)”.
La especie sufre una disminución continua en el número de individuos debido al deterioro del hábitat por efecto de la disminución en las precipitaciones por el cambio climático. Además tiene un efecto muy negativo la recolección ilegal para las colecciones internacionales.

## Usos
Se cultiva principalmente como planta ornamental y su propagación se realiza a través de esquejes o semillas.